# A Man, a Girl, and a Lion
A Man, a Girl, and a Lion è un cortometraggio muto del 1917 diretto da Francis J. Grandon. Prodotto dalla Selig da un soggetto di James Oliver Curwood, il film aveva come interpreti Charles Clary, Lafe McKee, Tom Santschi, Kathlyn Williams.

## Trama
In Sudafrica, fidanzata a Jan Kail, un bravo agricoltore, Gene Davis si lascia circuire da James Otto, il figlio del proprietario di un circo giunto da quelle parti per catturare un leone per il circo. I due uomini hanno uno scontro, ma poi Jan Kail lascia il campo, dicendo che non disturberà più Gene. Dopo la cattura del leone, Gene scappa da casa e si imbarca con Otto. Presto scopre però il suo vero carattere. Giunta in America, la ragazza diventa un'artista di circo ma continua ad essere infastidita dal suo sgradito corteggiatore. Uno dei nani odia profondamente Otto e un giorno lascia andare libero il leone che Otto maltrattava. L'animale non tarda a vendicarsi del suo tormentatore uccidendolo. Gene implora di ottenere la custodia del leone e lo riporta in Sudafrica. Quando rivede Jan, lui la perdona e la riprende con sé.

## Produzione
Il film fu prodotto dalla Selig Polyscope Company.

## Distribuzione
Il film - un cortometraggio in due bobine - fu distribuito dalla General Film Company.